# 高陵区
高陵区属于陕西省西安市的一个市辖区，位于今陕西省西安市东北部，前身为高陵县，地势平坦，交通便利，工农业发展相对较好。2014年12月撤县设区。區域总面積为288平方公里 ，常住人口約45万人。区人民政府駐鹿苑街道。

## 历史
高陵曾用名千春、高陆。因县内有奉正原在县南十里，高者四五丈，取《尔雅》曰“大阜曰陵”，故名“高陵”。自周、汉、唐，王侯将相多葬于此。
秦孝公十二年（公元前350年）置县，属内史。
汉代沿袭，属左冯翊，为左辅都尉治。王莽时期改名为“千春”，东汉时复名“高陵”，为左冯翊治。
三国魏黄初元年（公元220年）改名为“高陆县”，隶属于京兆郡。隋大業初复名“高陵”。
唐武德元年（公元618年），划归鹿苑县；唐天授二年（公元691年），归属鸿洲；唐大足元年（公元701年），复归雍州；唐开元元年（公元713年），归属京兆府；五代、宋、金沿袭。
元代高陵县先后划归安西路与奉元路，明清时期隶属于西安府。

## 人口
2020年末，全区常住人口44.2万人，城镇化率65.62%。年末公安户籍人口37.3万人，其中城镇人口24.6万人。

## 地理与气候
高陵区位于位于东经109.0°，北纬34.5°，在西安以北，距离西安市中心仅仅20公里，面积较小，总面积294平方公里，每平方公里人口密度约950人。总人口28万人，其中非农业人口11.9万。区人民政府驻鹿苑街道，电话区号：029，邮政编码：710200。地势以平原为主，泾河、渭河在此交汇，形成泾渭分明的景观。

## 行政区划
高陵区下辖7个街道办事处：
鹿苑街道、泾渭街道、崇皇街道、姬家街道、通远街道、耿镇街道和张卜街道。

## 经济
农业自然条件较好，靠近西安，工业较发达，目前栖身陕西十强县前五，城市化进程较快。有陕西重型汽车有限公司等大型企业。

## 交通
有西三一级公路、西禹高速公路、西铜高速公路、210国道、咸铜铁路及西延铁路经过。